# Fictonoba carnosa
Fictonoba carnosa är en snäckart. Fictonoba carnosa ingår i släktet Fictonoba och familjen Barleeidae.

## Underarter
Arten delas in i följande underarter:
- F. c. carnosa
- F. c. martini